# 龟岗岛
龟岗岛，又名龟冈岛，是广州市的一个珠江江心冲积岛屿，位于荔湾区东沙街道辖内、白鹅潭以南、芳村东塱以东的河道上，面积约1公顷，中间宽、两端窄，长约250米、均宽约80米，最大宽度98米，因岛上山岗形似龟壳而得名。该岛是船只从珠江南航道进入广州的必经之地，船只航行至该岛须转歪船舵（舵车）变向航行，又俗称车歪（粤音me2）岛，岛上现存有始建于清末的车歪炮台遗址。

## 简介
龟岗岛原是一座露出珠江水面的礁石，《广州府志》曾记载“龟岗在石头乡东北，平地突起，巨石周遭数百丈，高三四丈，穹窿如龟背，石面纵横冰裂，作龟背纹。中有数石穴，清泉满注，冬月不竭。左右树木交荫”，因泥沙冲积逐渐形成沙洲。随着清政府推行“一口通商”，龟岗岛逐渐成为船只进入广州城的天然要塞。清朝嘉庆年间，两广总督阮元“亲自相度大黄滘，有小石山，土名龟冈，四面皆水，堪以添建炮台”，炮台于嘉庆二十二年（1817年）建成，曾历经五次改扩建，成为西式炮台为主、辅以中式炮台的“大黄滘炮台群”，民国时期后相继被荒废。岛上炮台内曾建有标志性的瞭望塔，称为龟岗塔或凤凰塔，唯1930年代后被毁。
20世纪50年代初期，广州市曾在此设立麻风病收容所，该岛一度被称为“麻风岛”。1956年，该岛连同东塱江边地块划属广州船舶修造厂，曾被规划辟为职工俱乐部，并建桥与厂区相连，后因种种原因，迄未落实。岛上的车歪炮台遗址除东南一角经潮水冲击而倾裂外，指挥所暗堡，炮垛，药局尚保存完整，1993年被列为广州市文物保护单位。目前，该岛由广州广船国际股份有限公司管理。